# Salvatore Puccio
Salvatore Puccio (Menfi, 31 augustus 1989) is een Italiaans wielrenner die sinds 2012 uitkomt voor INEOS Grenadiers.

## Carrière
Hij won in 2011 de Ronde van Vlaanderen voor beloften. In 2013 reed hij voor het eerst een grote ronde, de Ronde van Italië, waarin hij met zijn ploeg de ploegentijdrit won. Doordat hij als eerste over de streep kwam mocht Puccio na afloop de roze trui aantrekken, die hij één dag behield.

## Belangrijkste overwinningen
2011
Ronde van Vlaanderen, Beloften
3e etappe Toscana-Terra di Ciclismo
2013
2e etappe Ronde van Italië (ploegentijdrit)

## Resultaten in voornaamste wedstrijden
| Jaar | Ronde van Italië | Ronde van Frankrijk | Ronde van Spanje |
| ---- | ---------------- | ------------------- | ---------------- |
| 2012 |                  |                     |                  |
| 2013 | 73e              |                     | opgave           |
| 2014 | 98e              |                     |                  |
| 2015 | 68e              |                     | 77e              |
| 2016 |                  |                     | 121e             |
| 2017 | 86e              |                     | 78e              |
| 2018 | 64e              |                     | 96e              |
| 2019 | 86e              |                     | 89e              |
| 2020 | 56e              |                     |                  |
| 2021 | 94e              |                     | 98e              |
| 2022 | 85e              |                     |                  |
| 2023 | 72e              |                     |                  |
| 2024 |                  |                     |                  |
| 2025 |                  |                     |                  |

| Jaar | Milaan-San Remo | Gent-Wevelgem | Ronde van Vlaanderen | Parijs-Roubaix | Amstel Gold Race | Luik-Bast.‑Luik | Ronde van Lombardije | Waalse Pijl | Omloop Het Nieuwsblad |  | WK op de weg |  | Wereldranglijsten |
| ---- | --------------- | ------------- | -------------------- | -------------- | ---------------- | --------------- | -------------------- | ----------- | --------------------- |  | ------------ |  | ----------------- |
| 2012 | opgave          |               |                      |                | opgave           | 108e            | opgave               | 59e         |                       |  |              |  | 215e (UWT)        |
| 2013 | 42e             |               | opgave               | opgave         | opgave           |                 | opgave               | 108e        | 91e                   |  |              |  | 199e (UWT)        |
| 2014 | 12e             | 51e           | 65e                  | 112e           |                  |                 |                      |             | opgave                |  |              |  |                   |
| 2015 | opgave          |               | opgave               | opgave         |                  |                 |                      |             | 42e                   |  |              |  | 155e (UWT)        |
| 2016 | 60e             |               | 82e                  | 33e            |                  | 82e             |                      | 115e        | 15e                   |  |              |  | 192e (UWT)        |
| 2017 | 97e             |               | opgave               |                |                  |                 | opgave               |             | opgave                |  | 88e          |  | 344e (UWT)        |
| 2018 | 90e             |               |                      |                |                  |                 |                      |             |                       |  |              |  | 311e (UWT)        |
| 2019 | 112e            |               |                      |                |                  | 80e             | opgave               |             |                       |  | opgave       |  |                   |
| 2020 | 62e             |               |                      |                |                  |                 | opgave               |             |                       |  |              |  |                   |
| 2021 | 94e             |               |                      |                |                  |                 |                      |             |                       |  |              |  |                   |
| 2022 |                 |               |                      |                |                  |                 |                      |             |                       |  |              |  |                   |
| 2023 |                 |               |                      |                |                  |                 | opgave               |             |                       |  |              |  |                   |
| 2024 | opgave          |               |                      |                |                  |                 |                      |             | 88e                   |  |              |  |                   |
| 2025 |                 | opgave        |                      |                |                  |                 |                      |             |                       |  |              |  |                   |

## Ploegen
- 2012 –  Sky ProCycling
- 2013 –  Sky ProCycling
- 2014 –  Team Sky
- 2015 –  Team Sky
- 2016 –  Team Sky
- 2017 –  Team Sky
- 2018 –  Team Sky
- 2019 –  Team INEOS [a]
- 2020 –  Team INEOS
- 2021 –  INEOS Grenadiers
- 2022 –  INEOS Grenadiers
- 2023 –  INEOS Grenadiers
- 2024 –  INEOS Grenadiers
- 2025 –  INEOS Grenadiers

1. ↑  De ploeg heette tot 30 april Team Sky, maar na het aantrekken van een nieuwe sponsor heeft de ploeg per 1 mei de huidige naam.

Appollonio ·
Arvesen ·
Augustyn ·
Barry ·
Boasson Hagen ·
Carlström ·
Cioni ·
Cummings · 
Downing ·
Dowsett ·
Flecha ·
Froome ·
Gerrans ·
Hayman ·
Henderson ·
Hunt ·
Kennaugh ·
Knees ·
Löfkvist ·
Nordhaug ·
Pauwels ·
Possoni ·
Rogers ·
Stannard ·
Sutton ·
Swift ·
Thomas ·
Urán ·
Wiggins ·
Zandio ·
Puccio (stagiair)
Appollonio ·
Barry ·
Boasson Hagen ·
Cavendish  ·
Eisel ·
Dowsett ·
Flecha ·
Froome ·
Henao ·
Hayman ·
Hunt ·
Kennaugh ·
Knees ·
Löfkvist ·
Nordhaug ·
Pate ·
Porte ·
Puccio ·
Rogers ·
Rowe ·
Siwtsow ·
Stannard ·
Sutton ·
Swift ·
Thomas ·
Urán ·
Wiggins ·
Zandio ·
Martinelli (stagiair) 
Boasson Hagen ·
Boswell ·
Cataldo ·
Dombrowski ·
Eisel ·
Edmondson ·
Froome ·
Henao ·
Hayman ·
Kennaugh ·
Kiryjenka ·
Knees ·
López ·
Pate ·
Porte ·
Puccio ·
Rasch ·
Rowe ·
Siwtsow ·
Stannard ·
Sutton ·
Swift ·
Thomas ·
Tiernan-Locke ·
Urán ·
Wiggins ·
Zandio
Boasson Hagen · Boswell · Cataldo · Deignan · Dombrowski · Earle · Edmondson · Eisel · Froome · Seb. Henao · Ser. Henao · Kennaugh · Kiryjenka · Knees · López · Nieve · Pate · Porte · Puccio · Rasch · Rowe · Siwtsow · Stannard · Sutton · Swift · Thomas · Tiernan-Locke · Wiggins   · Zandio
Boswell · Deignan · Earle · Eisel · Fenn · Froome · Seb.Henao · Ser.Henao · Kennaugh · Kiryjenka   · Knees · König · López · Nieve · Nordhaug · Pate · Poels · Porte · Puccio · Roche · Rowe · Siwtsow · Stannard · Sutton · Swift · Thomas · Viviani · Wiggins   (tot 12/04) · Zandio · Geoghegan Hart (stagiair) · Peters (stagiair)
Boswell · Deignan · Fenn · Froome · Gołaś · Seb.Henao · Ser.Henao · Intxausti · Kennaugh · Kiryjenka   · Knees · König · Kwiatkowski · Landa · López · Moscon · Nieve · Nordhaug · Peters · Poels · van Poppel · Puccio · Roche · Rowe · Stannard · Swift · Thomas · Viviani · Zandio · Doull (stagiair)
Boswell · Deignan · Dibben · Doull · Elissonde · Froome · Geoghegan Hart · Gołaś · Seb. Henao · Ser. Henao · Intxausti · Kennaugh · Kiryjenka · Knees · Kwiatkowski · Landa · López · Moscon · Nieve · Poels · van Poppel · Puccio · Rosa · Rowe · Stannard · Thomas · Viviani · Wiśniowski
van Baarle · Basso · Bernal · Castroviejo · de la Cruz · Deignan · Dibben · Doull · Elissonde · Froome · Geoghegan Hart · Gołaś · Halvorsen · Seb. Henao · Ser. Henao · Intxausti · Kiryjenka · Knees · Kwiatkowski · Lawless · López · Moscon · Poels · Puccio · Rosa · Rowe · Sivakov · Stannard · Thomas · Wiśniowski
van Baarle · Basso · Bernal · Castroviejo · de la Cruz · Doull · Dunbar · Elissonde · Froome · Ganna · Geoghegan Hart · Gołaś · Halvorsen · Seb. Henao · Kiryjenka · Knees · Kwiatkowski · Lawless · Moscon · Narváez · Poels · Puccio · Rosa · Rowe · Sivakov · Sosa · Stannard · Swift · Thomas
Amador · Basso · Bernal · Carapaz  · Castroviejo · Dennis   · Doull · Dunbar · Froome · Ganna   · Geoghegan Hart · Gołaś · Hayter · Henao · Kiryjenka (t/m 31 januari) · Knees · Kwiatkowski · Lawless · Moscon · Narváez · Puccio · Rivera · Rodriguez · Rowe · Sivakov · Sosa · Stannard · Swift · Thomas · Van Baarle · Wurf (vanaf 1 februari)
Amador · Van Baarle · Basso · Bernal · Carapaz  · Castroviejo · De Plus · Dennis · Doull · Dunbar · Ganna     · Geoghegan Hart · Gołaś · Hayter · Henao · Kwiatkowski · Martínez · Moscon · Narváez · Pidcock (vanaf 1 februari) · Porte ·  Puccio · Rivera · Rodriguez · Rowe · Sivakov · Sosa · Swift · Thomas · Wurf · Yates · Plapp (stagiair)
Amador · Bernal · Carapaz  · Castroviejo · De Plus · Dunbar · Fraile · Ganna   · Geoghegan Hart · E. Hayter · Heiduk · Kwiatkowski · Martínez · Narváez · Pidcock · Plapp · Porte ·  Puccio · Rivera · Rodriguez · Rowe · Sheffield · Sivakov · Swift · Thomas · Tulett · Turner · Van Baarle · Viviani · Wurf · Yates · L. Hayter (stagiair)